# Iquique (kommun)
Iquique är en kommun i Chile. Den ligger i provinsen Iquique i regionen Tarapacá, i den norra delen av landet. Folkmängden uppgick till cirka 191 000 invånare vid folkräkningen 2017, varav cirka 188 000 invånare bodde i staden Iquique.
Förutom staden Iquique omfattar kommunen endast enstaka samhällen med mer än 200 invånare, varav Chanavayita är kommunens näst största ort med cirka 600 invånare.

Kommunens läge i Tarapacáregionen.